# Вешкурова Тетяна Леонідівна
Тетяна Леонідівна Вешкурова  (рос. Татьяна Леонидовна Вешкурова, 23 вересня 1981) — російська легкоатлетка, олімпійка.

## Виступи на Олімпіадах
| Олімпіада  | Дисципліна              | Місце                  |
| ---------- | ----------------------- | ---------------------- |
| Пекін 2008 | естафета 4 x 400 метрів | Срібло дискваліфікація |

У серпні 2016 року рішенням МОК через позитивні допінг-проби Тетяни Фірової та Анастасії Капачинської Тетяна Вешкурова та вся збірна Росії була позбавлена срібних медалей Олімпійських ігор 2008 року в естафеті 4×400 метрів.